# Diego Del Bello
Diego Del Bello (Fermo, 19 settembre 1883 – Fermo, 2 maggio 1948) è stato un avvocato, politico e antifascista italiano.

## Biografia
Laureato in legge a Macerata nel 1905, negli anni dell'università si iscrive al Partito Socialista. Dopo la laurea fa pratica nello studio di Fermo del padre ed è eletto consigliere del suo comune. Eletto deputato nel 1919, riconfermato nel 1921, sottoscrittore nel 1922 di un "patto di pacificazione" con i fascisti locali, nel 1924 è segretario del gruppo socialista alla Camera e partecipa alla secessione dell'Aventino. Nel 1926, dichiarato "decaduto" dal mandato parlamentare, si trasferisce a Roma per esercitarvi la professione forense. Dopo l'annuncio dell'armistizio si dà alla clandestinità e s'impegna nella Resistenza ascolana. Presidente del CLN di Montegiorgio e, subito dopo la Liberazione, sindaco di quel comune, nel 1945 fu designato dal PSI a far parte della Consulta Nazionale.